# Холодильник Лібіха

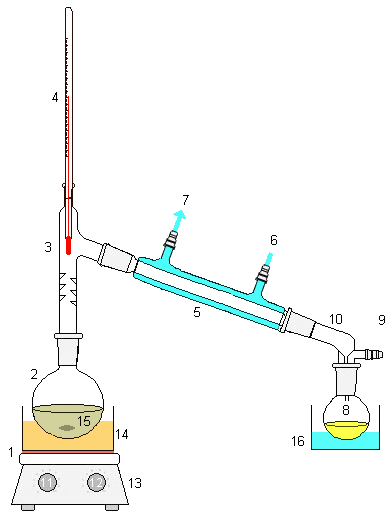
Установка для перегонки з низхідним холодильником Лібіха

Холодильник Лібіха, відомий також як холодильник з прямою трубкою або прямоточний холодильник, виготовляється з скла, створений Юстусом Лібіхом, має два виконання — з шліфом і без. Холодильник використовується переважно як спадний у більшості приладів для простої та вакуумної перегонки.
Холодильник складається з двох скляних трубок, вставлених з допомогою шліфа і запаяних одна в іншу. По внутрішній трубці проходять пари рідини, а у зовнішній — охолоджувальна речовина (зазвичай холодна вода).
Верхню частину холодильника приєднують до колби Вюрца або до перехідника, що виходить з колби з рідиною. Нижню частину холодильника з'єднують з алонжем, через який продукт перегонки надходить у приймач.
Холодильник Лібіха використовується у всіх видах приладів для перегонки.